# 17e division (armée impériale japonaise)
Pour les articles homonymes, voir 17e division.
La 17e division (第17師団, Dai-Jūnana shidan) est une unité d'infanterie de l'armée impériale japonaise. Son nom de code est Division Lune (月兵団, Getsu-heidan) et son symbole militaire est 17D. Elle est l'une des deux nouvelles divisions créées immédiatement après la guerre russo-japonaise (1904-1905). Elle reçoit ses couleurs le 13 novembre 1907. Son quartier-général est initialement situé à Okayama et elle recrute principalement dans les trois préfectures d'Okayama, d'Hirohima, et de Shimane. Le premier commandant de la division est le lieutenant-général Ichinohe Hyōe.

## Histoire
Le 4 mars 1908, le quartier-général de la 17e division est transféré dans le district de Mitsu (en) (aujourd'hui dans la ville d'Okayama). Le 18 mars 1915, le quartier-général est de nouveau déplacé à Okayama. Cependant, le 26 mars 1915, la 17e division est déployée à Liaoyang en Mandchourie comme force de garnison avant de retourner à Okayama le 10 mai 1907.
Cependant, le 1er mai 1925, elle est dissoute par le ministre de la Guerre Kazushige Ugaki dans le cadre de mesures d'économies du gouvernement de Katō Takaaki, en même temps que les 13e, 15e et 18e divisions.
La 17e division est ré-établie le 4 avril 1938 en tant que division triangulaire dans le cadre d'un réarmement de l'armée avant la seconde guerre sino-japonaise. Initialement, la 17e division est utilisée pour remplacée la 10e division de l'armée expéditionnaire japonaise de Chine et participe à la bataille de Wuhan. La division retourne au Japon en juillet 1940.
Durant la guerre du Pacifique, la 17e division est assignée au groupe d'armées expéditionnaire japonais du Sud en septembre 1943 et est transférée en Nouvelle-Bretagne dans les îles Salomon sous le commandement de la 8e armée régionale basée à Rabaul. Environ un tiers de ses forces (l'État-major du quartier-général et le 81e régiment d'infanterie) est stationné sur l'île voisine de Bougainville où il devient la 38e brigade mixte indépendante en juillet 1944. Le reste de la division, sous le commandement du lieutenant-général Iwao Matsuda (en), participe à la bataille de Cape Gloucester et la bataille de Nouvelle-Bretagne, incorporant le 51e régiment de reconnaissance (en) durant les combats. Après les batailles, la division est réduit à deux régiments mixtes indépendants gardant une zone de soin des blessés. Les survivants de la 17e division rendent les armes en Nouvelle-Bretagne après la capitulation du Japon le 15 août 1945.